# Township de Woodville (Ohio)
Pour les articles homonymes, voir Woodville.
Le Township de Woodville est un des treize townships du Comté de Sandusky, dans l'État de l'Ohio.

## Géographie
D'après le bureau du recensement des États-Unis, sa superficie est de 86 km2.

### Démographie
Au recensement de 2000, la population était de 3 304 habitants.

## Source
- (en) Cet article est partiellement ou en totalité issu de l’article de Wikipédia en anglais intitulé « Woodville Township, Sandusky County, Ohio » (voir la liste des auteurs).